# Témara

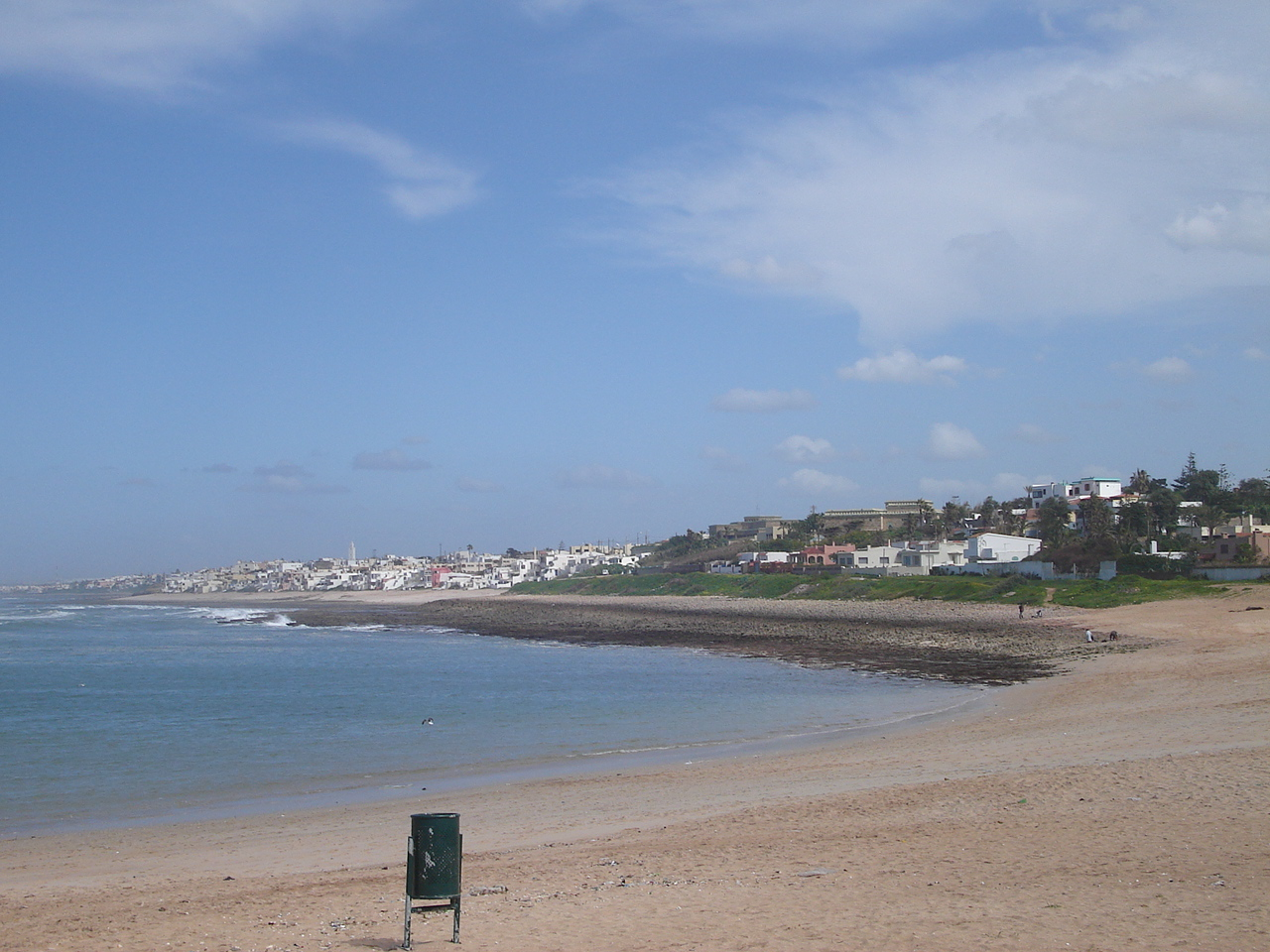
Strand i Témara.

Témara är en stad i Marocko och är administrativ huvudort för prefekturen Skhirate-Témara som är en del av regionen Rabat-Salé-Kénitra. Staden ingår i storstadsområdet runt Rabat och Salé och hade 313 510 invånare vid folkräkningen 2014.